# Sulamite (Bible)
Pour les articles homonymes, voir Sulamite.

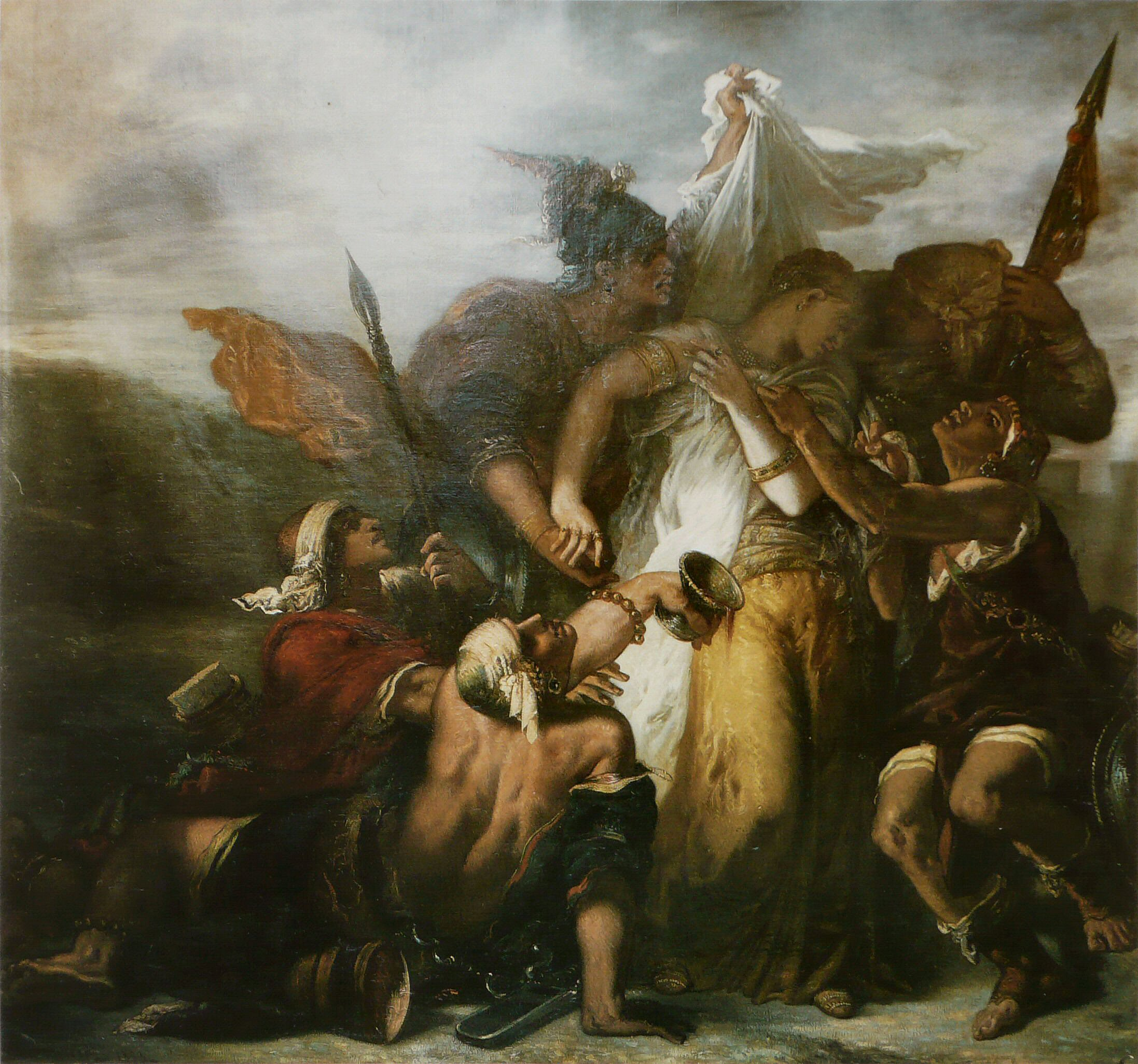
Gustave Moreau, Le Cantique des cantiques ou La Sulamite, 1853, Dijon, musée des Beaux-Arts.

La Sulamite (hébreu : הַשּׁוּלַמִּית, ha-Shulammit) est un personnage du Cantique des cantiques. Le prénom Shulamit est usité en anglais.

## Origine textuelle
Le premier verset du chapitre 7 du Cantique des Cantiques, quelquefois considéré comme le dernier du chapitre 6, commence ainsi :
שׁוּבִי שׁוּבִי הַשּׁוּלַמִּית שׁוּבִי שׁוּבִי
Shouvi, shouvi, ha-Shoulammit, shouvi, shouvi
Reviens, reviens, la Sulamite, reviens, reviens !
L'étymologie du nom « Sulamite » est généralement rapportée à la Sunamite du roi David. Celle-ci, prénommée Abisag, apparaît en 1 Rs 1:2-4. Les Sunamites sont originaires de la ville de Sunem ou Sunam (2 Rs 4:8-37, Jos 19:18, 1 Sm 28:4), qui se trouvait sans doute à (ou près de) Sôlem ou Sulam (en), dont le nom vient du mot hébreu shalom, « paix ».
De même, le  Dictionnaire des noms propres de la Bible rapproche « Shulammite » de la « Shunammite » Abishag, tout en émettant  également l'hypothèse d'une forme féminine dérivée de Salomon, celle qui appartient à Salomon ou la Pacifiée, en se référant au verset 8, 10.
Le Midrash Rabba sur le Cantique des cantiques donne, quant à lui, quatre explications du nom « Shulamite », toutes quatre en rapport avec le mot shalom, la « paix » qui est destinée à Israël. Elles se réfèrent à quatre passages du Tanakh.

## Source d'inspiration
La Sulamite a inspiré :
- Charles Hubert Millevoye, La Sulamite, ode érotique imitée du Cantique des cantiques, 1810 ;
- Alberto Nepomuceno, musique vocale, Cantos da Sulamita (Chants de la Sulamite), 1897 ;
- le tableau de Gustave Moreau, Cantique des cantiques ou La Sulamite, 1853, musée des beaux-arts de Dijon, version postérieure au Musée Gustave Moreau ;
- le tableau d'Alexandre Cabanel, La Sulamite, 1876 ;
- Anatole Loquin, La Sulamite, ballet en 1 acte (tiré du Cantique des cantiques), musique de Charles Haring, créé au Grand Théâtre de Bordeaux le 14 février 1889 ;
- Alexandre Kouprine, Sulamite, roman inspiré du Cantique des cantiques, 1908 ;
- Albert du Bois, Pour l'amour de la Sulamite, pièce en trois actes créé au Théâtre royal du Parc, Bruxelles, le 14 octobre 1910
- Robert Hale Ives Gammell, The Dream of the Shulamite[8], peinture inspirée du Cantique des cantiques 5:7, 1934;
- Paul Celan, Fugue de la mort (« Todesfuge »), 1947;
- Georges Migot, La Sulamite, opéra de concert sur un livret de Migot (1969-1970) ;
- Mahmoud Darwich (personnage de Shoulamit dans "Ecriture à la lumière d'un fusil", 1970)
- Remo Forlani, Reviens, Sulamite !, roman, La Table Ronde, 1974;
- Claude Rappé, Salomon, le roi des femmes, roman dédié au roi Salomon mais où la Sulamite joue un rôle important, Albin Michel, 1991 ;
- Emmanuel Chabrier, La Sulamite, scène lyrique pour mezzo-soprano et chœur de femmes, texte de Jean Richepin 1885 ;
- Guillaume Apollinaire, Poèmes secrets à Madeleine, éd. 1949
- Odilon Redon, La Sulamite[9] ;
- Edvard Grieg, Hvad est du dog skøn d'après Hans Adolf BRORSON (1694-1764) , Four Hymns, Op. 74 for baritone solo and mixed chorus 1906 ;
- Richard Millet, 2009 ;